# La Serreta (despoblado)
La Serreta fue una localidad de la provincia de Segovia, perteneciente en la actualidad al municipio de Lastras de Cuéllar, actual comunidad autónoma de Castilla y León, España. Se encontraba situado al sursudoeste de dicho municipio, en dirección a Fuentepelayo y junto al río Cega; formaba parte de la Comunidad de Villa y Tierra de Cuéllar. Está integrada dentro del Común Grande de las Pegueras, un monte de utilidad pública.

## Geografía
Conserva sus aprovechamientos pesqueros disponiendo de un coto de pesca tradicional, cuyo límite superior se encuentra sobre el río Cega en la carretera de Aguilafuente a Lastras de Cuéllar, mientas que el inferior se halla al final de la finca; dentro de las especies que se pueden capturar se encuentra el cangrejo de río, típico de la zona.

## Historia
Surgió hacia 1138 y aparece citado en el Fuero de Sepúlveda; consta como despoblado en 1751. En el siglo XV don Beltrán de la Cueva, valido de Enrique IV de Castilla y primer duque de Alburquerque, a quien perteneció por ser señor de Cuéllar, construyó un palacio que aún se mantiene, al igual que la ermita de San Antón. Creó en este entorno una finca de caza, considerada como una de las más antiguas de España. En ella fue habitual el rey Juan Carlos I de España practicando la caza mientras fue propiedad del Ducado de Alburquerque.
En el año 2018 salió a la venta por 19 millones de euros, y fue adquirida por una sociedad liderada por el magnate inmobiliario Miguel Ángel Capriles, pariente del opositor venezolano Henrique Capriles. Los actuales propietarios de la finca entraron a formar parte del proyecto de recuperación del bisonte europeo, y desde principios de 2019 la finca alberga 18 ejemplares.